# Luce Boyals
Lucie Boyals, dite Luce Boyals, née le 14 décembre 1892 à Rabastens, dans le Tarn et morte le 1er janvier 1946 des suites d'un accident de ski à Font-Romeu, est une peintre française active pendant l'entre-deux guerres.

## Biographie

### Jeunesse et premières œuvres
Issue d'une famille de la bourgeoisie locale, Lucie Boyals grandit dans un milieu aisé et cultivé. Son grand-père, le docteur Jean Berenguier et son père le docteur Achille Boyals avaient constitué une exceptionnelle collection de peintures et d'objets d'art. Ils se passionnent aussi pour la musique et la poésie. Leur maison sert souvent de lieu de représentation pour diverses pratiques artistiques. C'est dans ce milieu cultivé que grandit Luce, formant son goût et sa culture.
Très tôt, elle accompagne son père dans ses visites médicales et en profite pour faire le portrait de ses patients. Leurs physionomies très différentes lui imposent un exercice de style, des portraits en buste, au regard absent, empreints de gravité, d'un réalisme émouvant. Sa famille encourage son talent et lui installe un atelier dans leur grenier. 

« Lucette Boyals a vu ses essais et chacun de ses progrès utilement encouragés, son grand-père, le Docteur Bérenguier, [...] avait, au cours de sa vie, recueilli de belles choses méconnues et que l'ignorance de leur possesseurs profanait. [...] Il avait ouvert devant les yeux de ses enfants [...] les chemins de la Beauté. »

— Touny-Lérys, Lucette Boyals-Bérenguier
Luce Boyals n'a pas vingt ans lorsqu'elle expose en 1911 au Salon des artistes français une lithographie : Vieille Femme du Languedoc. En 1913, elle présente au Salon un pastel, Mélie, une vieille femme, les épaules couvertes d'un fichu jaune, tricotant un bas, assise sous une treille. Puis en 1914 un autre pastel, L'Intéressante Lecture, et surtout une peinture, Commérage, où deux paysannes rabastinoises sont assises côte à côte, l'une plumant un coq noir aux reflets verts chatoyants, l'autre bavardant sans fin ; la première écoute en riant le commérage de l'autre, Mélie Labouysse.
Pendant la Première Guerre mondiale, Luce Boyals se lie d'amitié avec Odette Labouysse, la petite-fille de Mélie, l'une des commères, qui deviendra à partir de 1917 son modèle préféré. S'ouvre une période qui confirme la véritable passion du peintre pour le portrait. Dans certains portraits d'enfants, les yeux deviennent l'essentiel. Dans les nombreux portraits de femmes, blondes ou brunes, au souple et doux coloris, on retient les symphonies de roses, de mauve, de bleus ou de jaune, harmonies de jeunesse.
Élève à l'atelier Icart de Toulouse, fondé en 1895 pour les jeunes filles de la municipalité, ses premiers dessins datent des années 1910-1912. Elle enrichit ses moyens d'expression, l'aquarelle apporte la vivacité, la spontanéité et l'éclat de la couleur dans des portraits de petit format. Dans les années 1920, la sanguine, les crayons noirs ou de couleurs, le pastel sont souvent employés pour de plus grands formats. Cette décennie sera la plus importante dans la vie de l'artiste.

En 1921, l'Exposition d'Art latin qui prend place au Palais des art à Toulouse ouvre Luce Boyals au travail d'Antoine Bourdelle. Elle lui rend visite à Paris dans son atelier et assiste à certaines de ses leçons, travaille dans l'atelier de la Grande Chaumière que fréquentent Germaine Richier et Alberto Giacometti. Le style de ses dessins en est alors bouleversé, devenant très sculptural, opposant des facettes d'ombre et de lumière. Une amitié est née, elle fera le portrait de Bourdelle puis celui de sa femme Cléopâtre en 1930, revenant à un dessin plus « ingresque » d'une étonnante précision. Elle écrit dans une lettre destinée à son père : 

« Je suis très satisfaite de mon travail de cette semaine. J'ai entrepris une femme nue grandeur nature de dos. Je crois que c'est un résultat, en tout cas, j'apprends quelque chose des valeurs qui me manquaient, et qui me sont plus sensibles, une homogénéité que je n'avais pas, une réflexion instinctive que j'ignorais et enfin une abnégation du joli que je vénérais un peu trop dans l'ensemble de ma peinture. On discute, on entend, et c'est beaucoup, presque tout, puis on compare. »

— Luce Boyals, ouvrage

### Mariage avec Georges Gaudion
En 1919, chez les Touny-Lérys, elle rencontre Georges Gaudion, un chimiste assistant de Paul Sabatier. Gaudion est aussi musicien et compositeur, peintre, illustrateur et poète. Georges Gaudion et Lucette Boyals se marient à Rabastens au mois de septembre 1920. Madame Gaudion s'installe avec son mari dans le bel appartement du 19 rue du Taur, à Toulouse, où Georges vivait avec son père veuf.
Luce Boyals, qui continue à signer ses œuvres de son nom de jeune fille, entre dans la vie trépidante de son mari. Avec lui elle pratique de nombreux et nouveaux sports : l'automobile, le vélo, la pêche au lancer et surtout le ski.
Intégrée dans la vie artistique toulousaine, le cercle de ses amis s'agrandit et les portraits se multiplient : le député Paul Vaillant-Couturier, Georges Duhamel de l'Académie française, le doyen Paul Sabatier prix Nobel de chimie, le peintre Laure Delvolvé ou le docteur Paul Voivenel.
Dans le même temps, le champ de ses recherches s'élargit. À la belle saison, dans les Pyrénées ou dans la campagne toulousaine, elle peint en compagnie de son mari de nombreux paysages. La touche est plus large, plus épaisse avec l'utilisation du couteau à peindre.
Avec la peinture de plein air, Luce Boyals se détache des contraintes de l'atelier, sa palette change et s'éclaircit. Les tons sont plus vifs, parfois violents. Elle retrouve la puissance des Fauves. Comme Pierre Bonnard, dont la rétrospective s'ouvre à Paris à la galerie Drouet en 1924, elle se prend de passion pour le jaune.
La nature morte, à laquelle elle s'était déjà confrontée dans sa jeunesse avec de nombreuses compositions florales, revient en force. L'influence de son époux est déterminante et le souvenir de Paul Cézanne
toujours présent, comme dans la soupière bleue, tomate et poivron.

### Du portrait au nu
Mais c'est avec le nu féminin que Luce Boyals réalise son parcours artistique le plus complet. Dans les années 1917-1920, elle fait poser nue son amie et modèle Odette. Le nu est alors pudique, académique, il rappelle les cours de dessin à l'usage exclusif des jeunes filles de Victor Icart. Puis dans les Années folles, les nus se font de plus en plus sensuels et réalistes. Assis ou allongé, bras relevés, le corps s'offre sans pudeur au peintre comme au spectateur. Les ombres se teintent de rouge ou de vert vif. Le dessin de nu montre une évolution encore plus sensible.
Antoine Bourdelle, en 1920, lui fait voir le corps autrement, à la manière d'un sculpteur, par plans d'ombres et de lumières, Luce a aussi besoin de la leçon d'Ingres, d'un dessin à la ligne parfaite et au modelé impeccable. C'est avec la peinture à l'huile qu'elle met en pratique sa nouvelle vision du corps. Elle se souvient des somptueux nus à la sanguine d'Alfred Boucher, de ceux du sculpteur Aristide Maillol. Dans de grands carnets de croquis, elle accumule les études rapides, le coup de crayon est synthétique, son audace évoque Henri Matisse ou Pablo Picasso. Peu à peu, sa passion du nu l'emporte sur celle du portrait.

### Mort des suites d'un accident de ski
La vie de Georges et Luce Gaudion est bien pleine : l'enseignement de la chimie, la musique et le jazz, la poésie, la peinture et l'illustration pour lui, la peinture et le dessin pour elle. Mais aussi le sport et la montagne, qui leur furent fatals. Le 17 février 1942, Georges Gaudion se fracasse le crâne sur les rochers à Superbagnères. Quatre ans plus tard, Luce fait une chute de ski à Font-Romeu et se casse la jambe, elle meurt pendant l'opération tentée pour réduire la fracture le 1er janvier 1946.

## Galerie
Le musée du Pays rabastinois expose une collection importante des aquarelles, peintures et dessins de Luce Boyals.
- Aquarelle et peinture sur toile

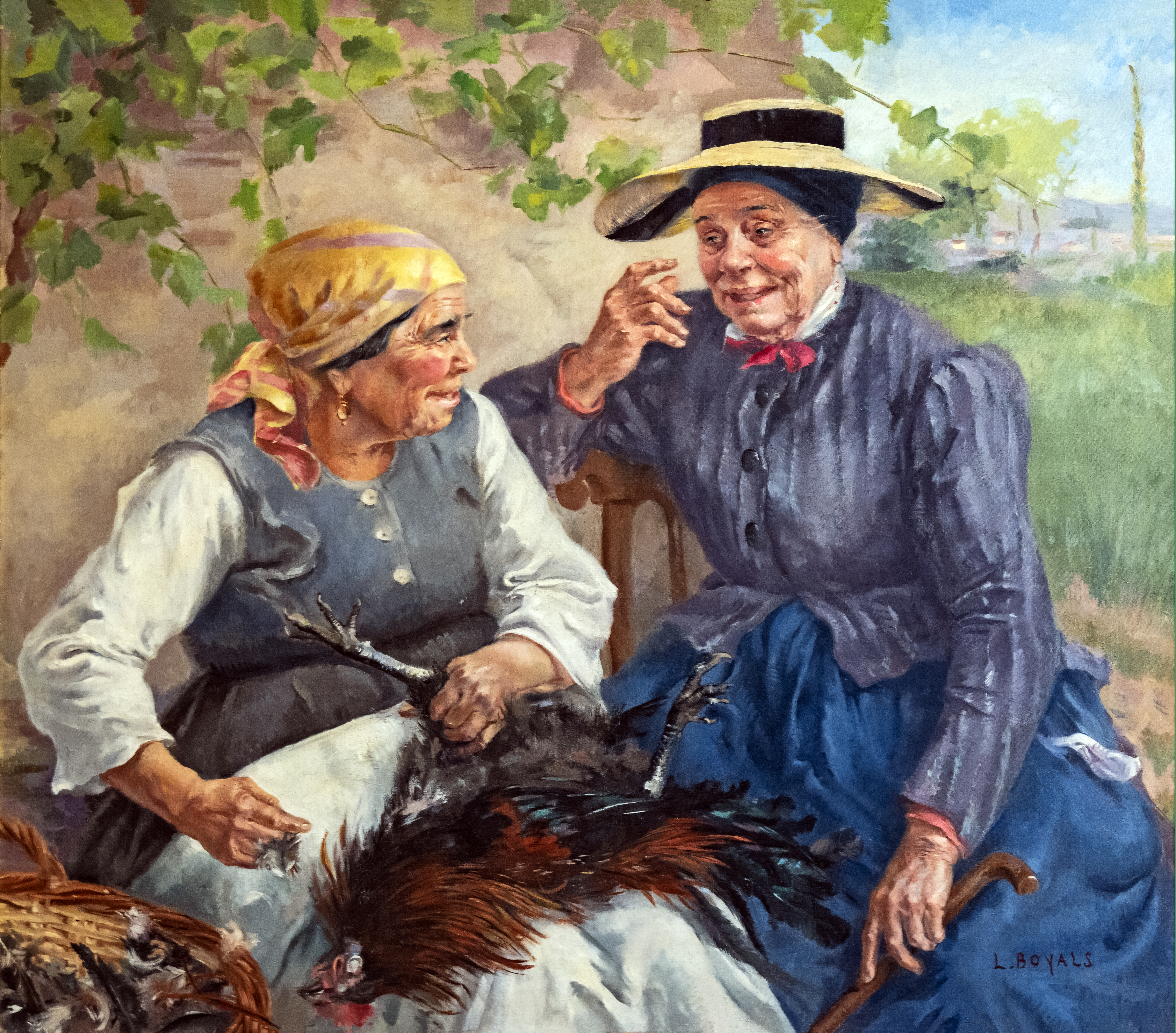
Commérages, 1914.
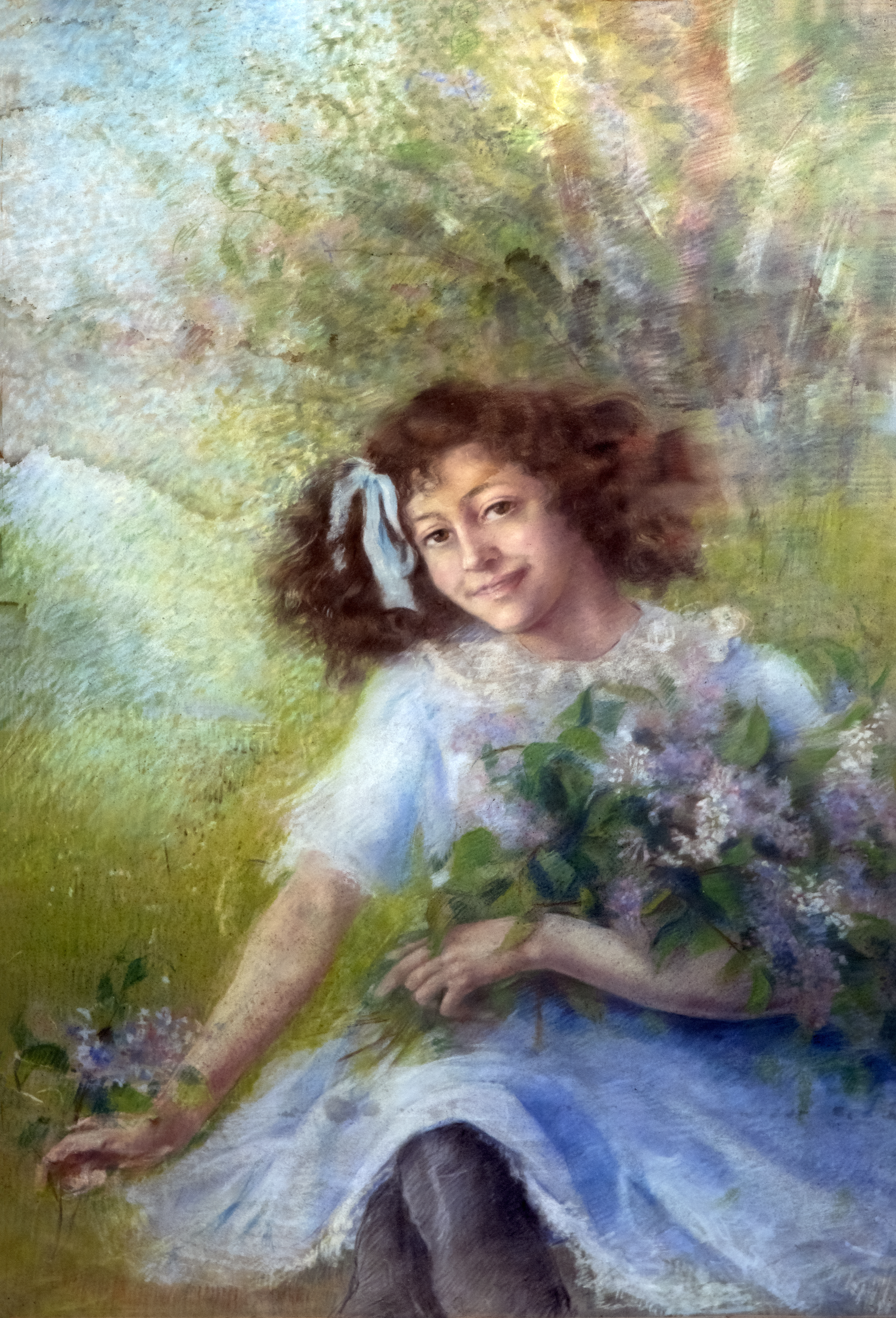
Jeune fille au bouquet.
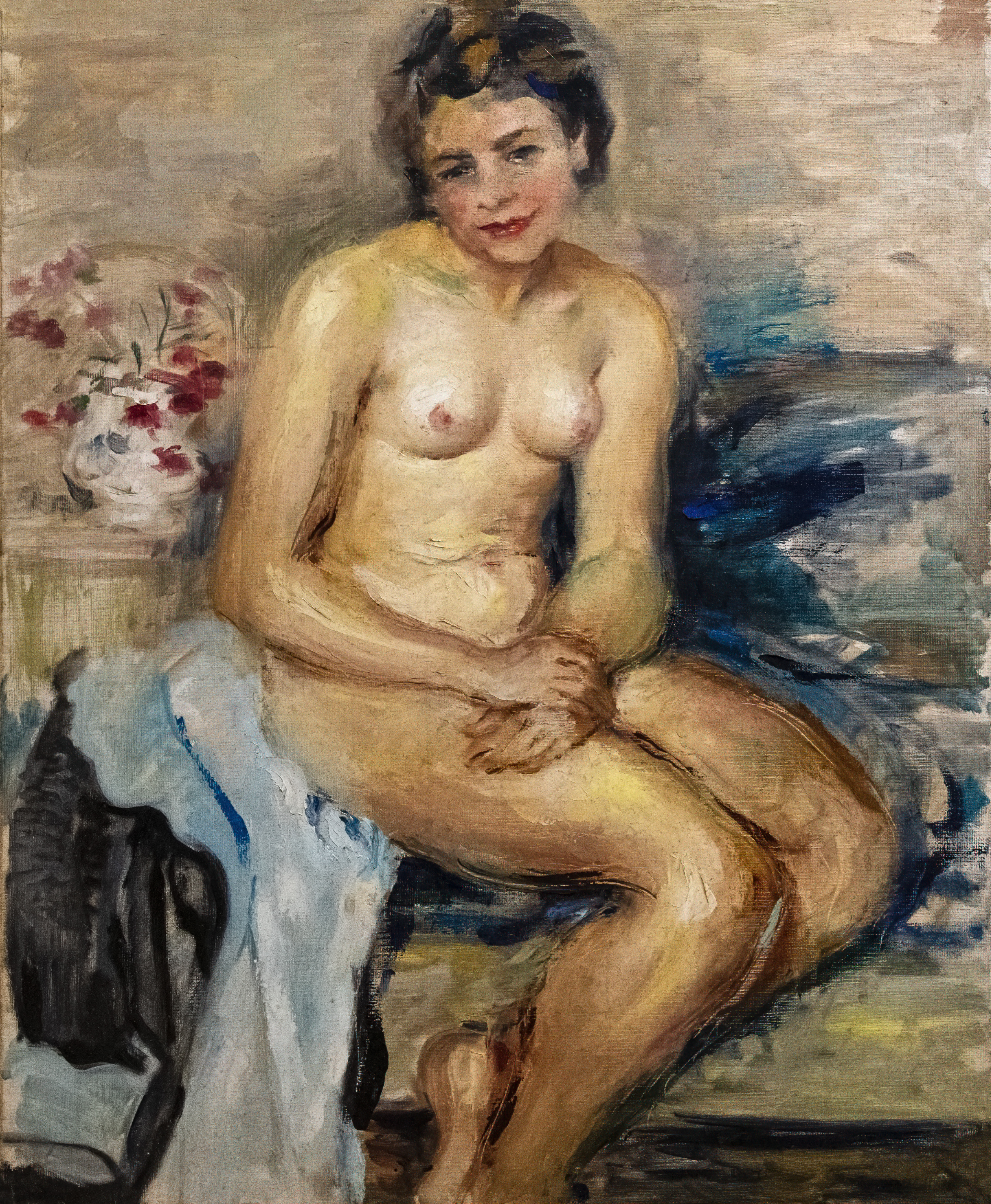
Nu assis.
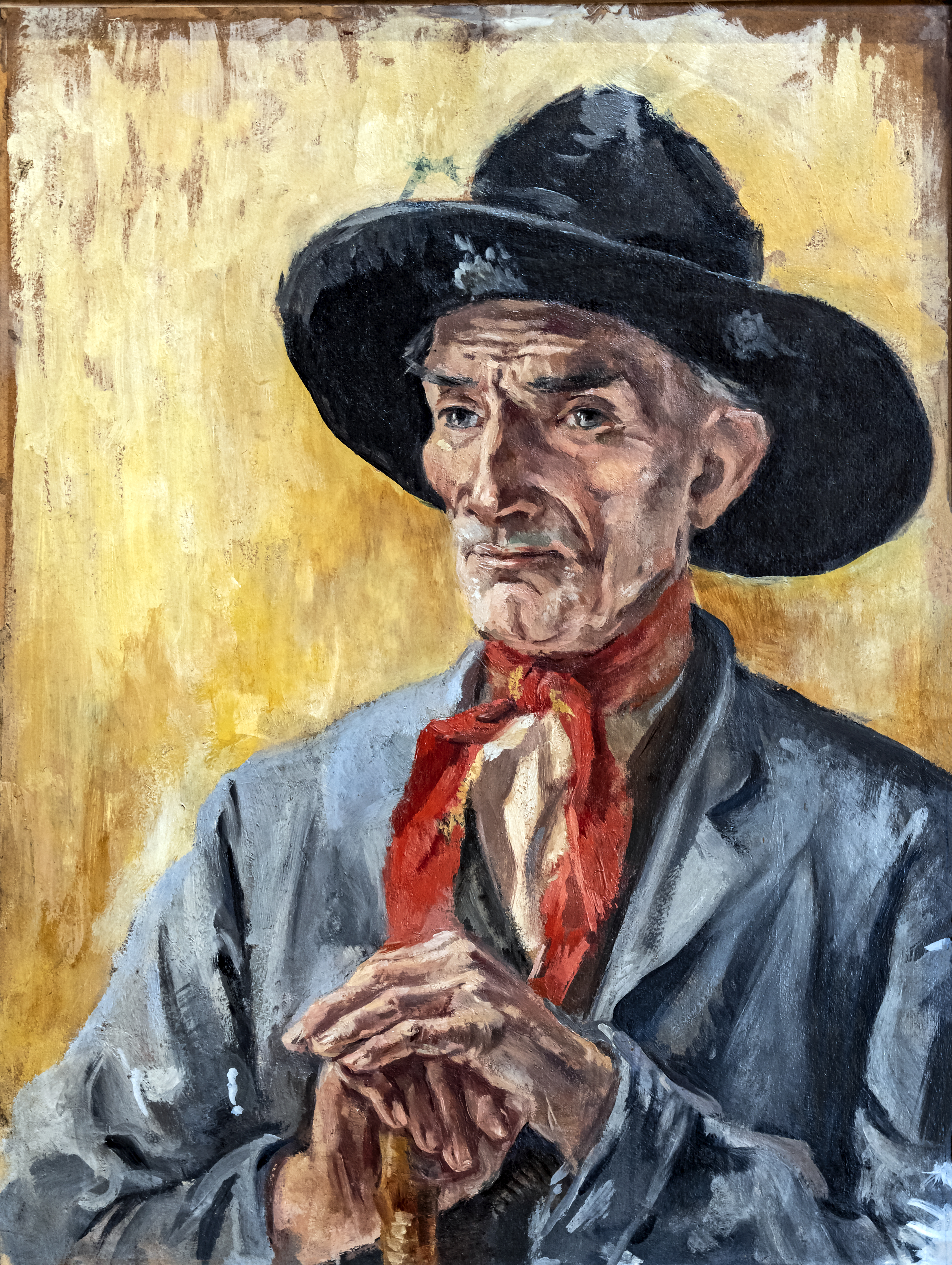
Portrait d'un Rabastinois.
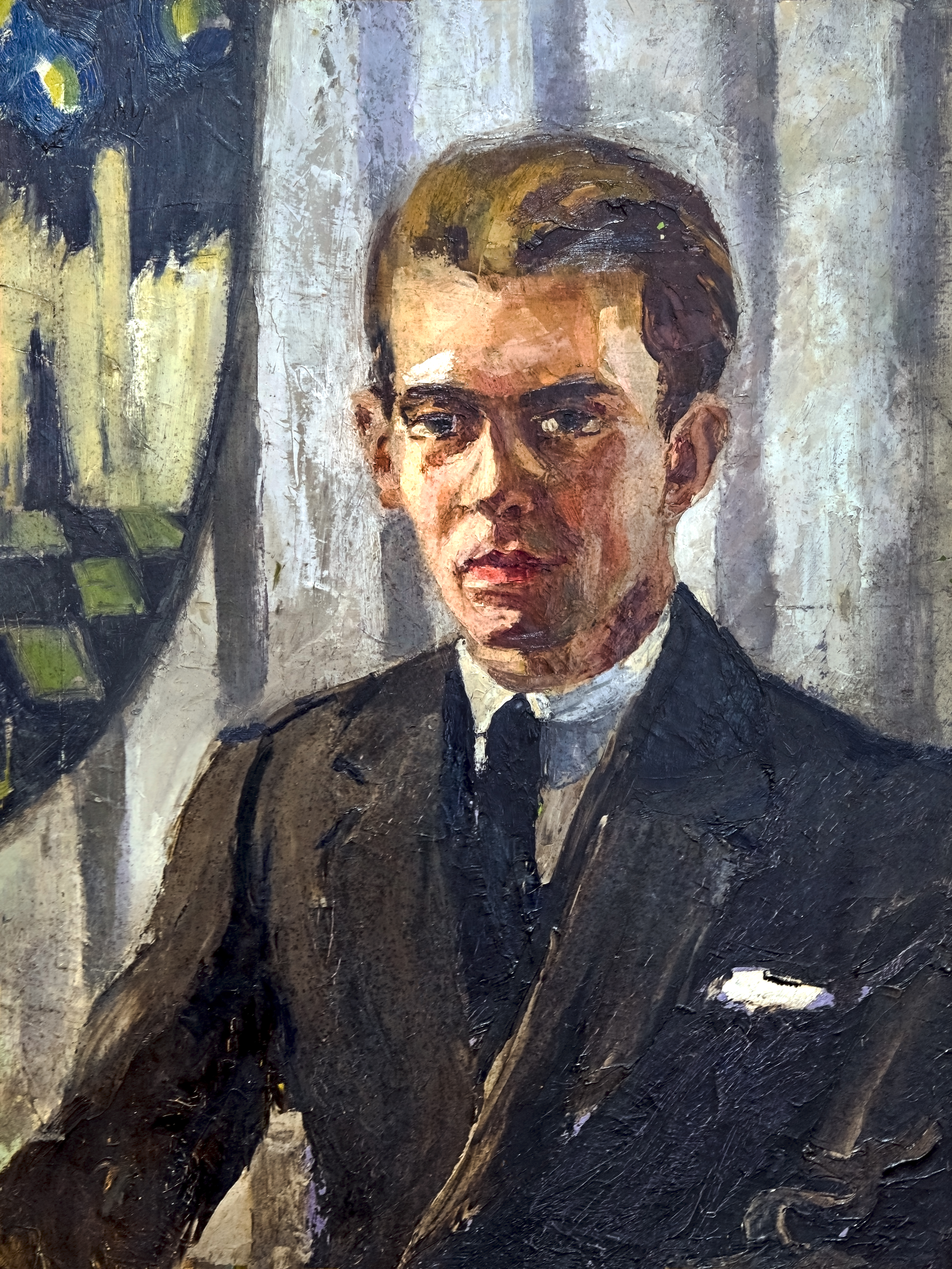
Portrait de Georges Gaudion, 1935.

- Crayon sur papier

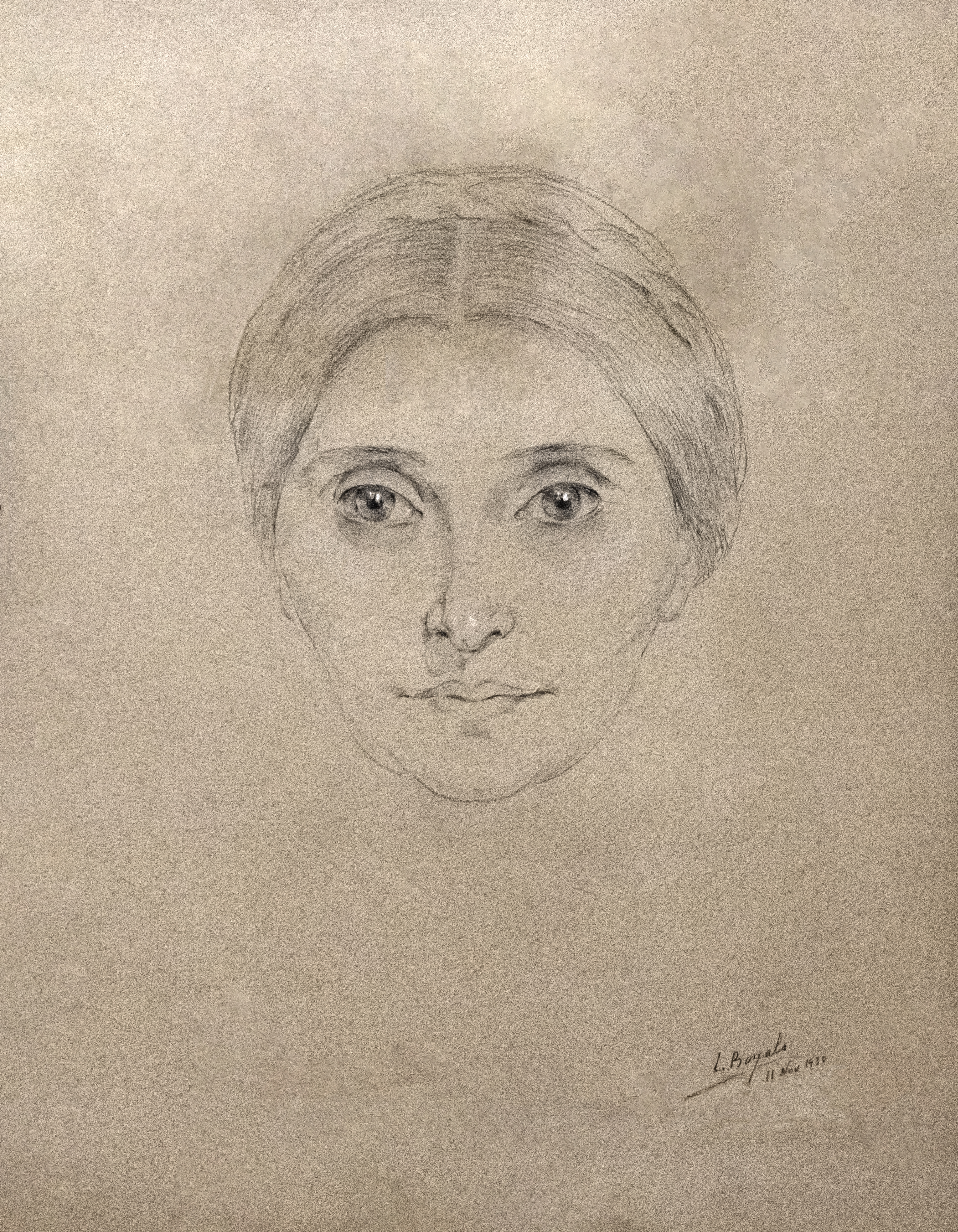
Cléopâtre Sevastos-Bourdelle, 1930.
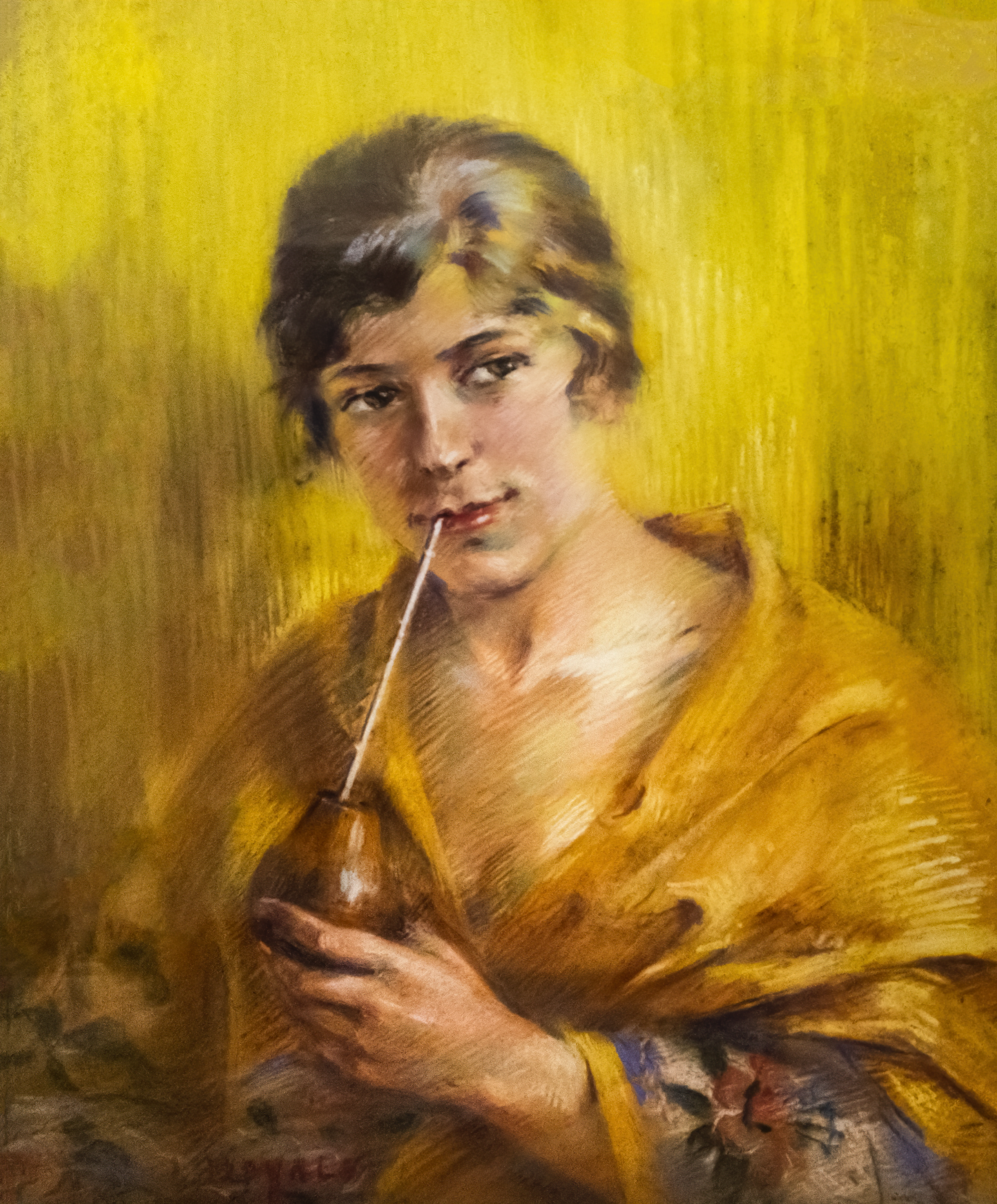
Odette Labouysse buvant du maté.
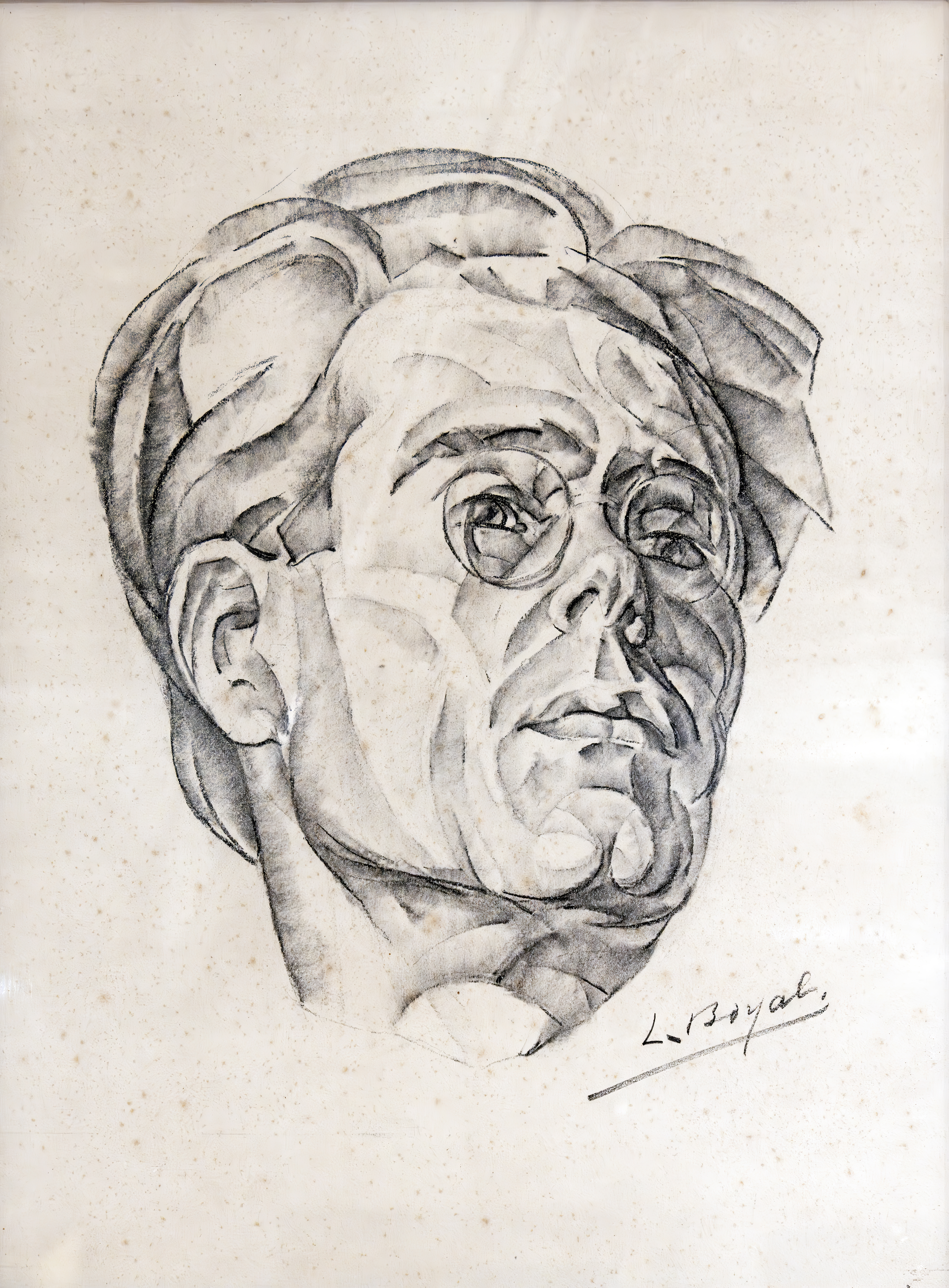
Portrait façon cubiste de Georges Gaudion.

## Hommage
La rue Luce-Boyals dans le quartier Casselardit à Toulouse porte son nom.